# 루스 라일리

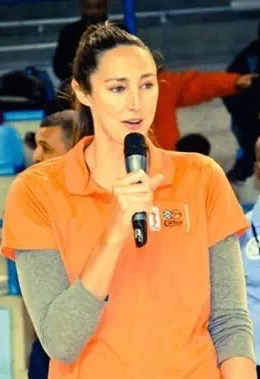

루스 라일리(Ruth Riley, 본명: 루스 엘렌 라일리 헌터, Ruth Ellen Riley Hunter, 1979년 8월 28일 ~ )는 은퇴한 미국 프로 농구 선수(센터 (농구))로, 가장 최근에는 전미 여자 농구 협회(WNBA)의 애틀랜타 드림에서 뛰고 있다. 그녀의 노터데임 대학교 팀은 2001년 NCAA 여자 챔피언십에서 우승했고, 그녀의 디트로이트 쇼크 팀은 2003년과 2006년 WNBA 챔피언십에서 우승했다. 라일리는 2001년과 2003년 챔피언십 시리즈에서 MVP 상을 수상한 최초의 인물이 되었다. NCAA와 WNBA 챔피언십 모두. 그녀는 또한 NWBL(National Women's Basketball League) 챔피언십, 올림픽 게임 금메달, 2010 유로컵 챔피언십에서 우승한 팀에서 뛰었다. 2019년에 라일리는 여자 농구 명예의 전당에 입성했다.
2016년 3월 라일리는 여성들에게 "자신의 목소리와 행동을 통해 세상을 형성할 수 있는 힘"이 있다고 믿도록 영감을 주는 모굴의 IAmAMogul 캠페인에 참여했다. 그녀는 2016년 5월부터 팀이 매각되어 2017-18년 오프 시즌에 라스베가스로 이전할 때까지 샌안토니오 스타즈의 총감독을 역임했다. 2022년에 그녀는 마이애미 히트 프론트 오피스에 팀 개발 수석 이사로 합류했다.